# Георг III фон Валдбург-Волфег-Цайл
Георг III фон Валдбург-Волфег-Цайл „Селския Йорг“ (на немски: Georg III von Waldburg zu Wolfegg und Zeil; „Bauernjörg“; * 25 януари 1488 във Валдзее; † 29 май 1531 във Валдзее) е наследствен „трушсес“ на Валдбург-Волфег-Цайл. Той е известен немски военен командир, „фелд-хауптман“ на Швабския съюз.
Той е най-малкият син на Йохан III фон Валдбург-Цайл/II, трушсес на Валдбург-Цайл-Волфег († 1511) и съпгугата му Хелена фон Хоенцолерн († 1514), дъщеря на граф Йобст Николаус I фон Хоенцолерн (1433 – 1488) и графиня Агнес фон Верденберг-Хайлигенберг (1434 – 1467). Внук е на Георг II фон Валдбург-Цайл-Валдзее († 1482) и Анна фон Кирхберг († 1484). Майка му Хелена фон Хоенцолерн става монахиня във Вурцах. Тя е сестра на Фридрих († 1505), от 1486 г. епископ на Аугсбург.
Георг служи 1508 г. при херцог Улрих фон Вюртемберг и му помага при разгромяването на Бедния Конрад 1514 г. През 1516 г. той се бие за Бавария на страната на император Максимилиан в Горна Италия срещу Франция и ломбардските градове. През 1517 г. той придружава баварския херцог Вилхелм IV до императора в Нидерландия. От там той прави поклонение по море до Сантяго де Компостела. Следващите години той изпълнява задачи на Швабския съюз и през 1519 г. изгонва своя бивш шеф херцог Улрих от Вюртемберг.
През 1525 г. Георг е щатхалтер на Херцогство Вюртемберг, след братовчед му Вилхелм. Георг и Вилхелм са наüтабвени от император Карл V на 27 юли 1526 г. в Толедо на „Reichserbtruchsess“.
Георг става прочут като „Селския Йорг“ (Bauernjörg) чрез ролята му в Селската война (1524 – 1525) като жесток борец против въстаналите селяни.
Георг III фон Валдбург-Волфег-Цайл се жени на 4 август 1509 г. за Аполония фон Валдбург-Зоненберг († пр. 1514), дъщеря на Йохан фон Валдбург-Зоненберг-Волфег и графиня Йохана фон Залм. Георг III наследява тъста си Йохан фон Валдбург-Зоненберг-Волфег през 1510 г., довършва строежа на манастира във Волфег и го предава на францисканците и го превръща през 1519 г. в „Августински-Колегиатщифт“ „с 1 пропст, 9 светски свещеници, 4 ученика и 1 училищен майстер“.
Георг III фон Валдбург-Волфег-Цайл се жени втори път през 1513 г. за Мария фон Йотинген (1498 – 1555), дъщеря на граф Йоахим фон Йотинген-Флокберг и принцеса Доротея фон Анхалт-Кьотен.
Георг III фон Валдбург-Волфег-Цайл умира на 29 май 1531 г. на 43 години. Неговият гроб се намира в манастирската църква „Св. Петър“ (Бад Валдзее).

## Фамилия
Георг III фон Валдбург-Волфег-Цайл се жени на 4 август 1509 г. за Аполония фон Валдбург-Зоненберг († пр. 1514), дъщеря на Йохан фон Валдбург-Зоненберг-Волфег († 1510) и графиня Йохана фон Залм († 28 юни 1510). Бракът е бездетен.
Георг III фон Валдбург-Волфег-Цайл се жени втори път през 1513 г. във Валерщайн за графиня Мария фон Йотинген-Флокбург (* 11 април 1498; † 18 август 1555), дъщеря на граф Йоахим фон Йотинген-Флокберг (1470 – 1520) и принцеса Доротея фон Анхалт-Кьотен (1472 – 1505). Те имат децата:
- Якоб IV фон Валдбург (* 1514; † 13 септември 1536)
- Хелена фон Валдбург (* 12 октомври 1514, Валдзее; † 3 април 1567, Валденбург), омъжена на 1 февруари 1529 г. за граф Георг I фон Хоенлое-Валденбург (* 17 януари 1488; † 16 март 1551)
- Лудвиг фон Валдбург (* 4 юли 1517; умира млад)
- Улрих фон Валдбург (* 10 януари 1519; † 4 май 1544)
- Катарина фон Валдбург (* 2 февруари 1522; † сл. 5 август 1575), омъжена сл. 1533 г. за граф Конрад IV фон Тюбинген-Лихтенек († 1569)
- Георг IV фон Валдбург-Волфег-Цайл-Валдзее (* 1523; † 1556/1557), женен на 6 ноември 1543 г. за графиня Йохана фон Раполтщайн (* 29 май 1525; † 30 октомври 1569)
- Хайнрих фон Валдбург-Волфег-Цайл (* 1527; † 24 септември 1562), женен 1550 г. за Катарина фон Фрундсберг (* 1530; † 27 април 1582)